# 蔡徐村 (建湖縣)
蔡徐村是中华人民共和国江苏省盐城市建湖县近湖街道下轄的行政村，於1958年建立，以境內的蔡徐舍命名，三面環水，是一個典型的農業村。蔡徐村境內種有一棵樹齡逾百年、俗稱“五穀樹”的雪柳。蔡徐村2021年—2035年的村庄规划在2023年獲得盐城市优秀国土空间规划评选二等奖。

## 歷史
蔡徐村於1958年建立，時稱“蔡徐大隊”，以境內的蔡徐舍命名，其時屬东风公社、下辖12个生产队，有人口2,400多人、土地面積3,700多畝。东风公社於1961年因靠近建湖镇而更名近湖公社，而近湖公社、蔡徐大隊則於1983年8月分別改制為乡、行政村。近湖鄉後又於1997年4月改制為鎮。西吴村於2001年5月併入蔡徐村，而建湖镇則於2001年6月併入近湖鎮。2014年2月19日，江苏省人民政府批覆同意撤銷近湖鎮，並將之重新劃分為近湖、钟庄、塘河三個街道办事处，其中蔡徐村劃屬近湖街道。

## 地理與行政
蔡徐村位於近湖街道的最东部，南与芦沟镇芦北村、东与庆丰镇双河村、北与建湖开发区新东村（屬钟庄街道）相邻，三面环水，是一个典型的农业村。蔡徐村的城乡分类代码為220，根據国家统计局《统计用区划代码和城乡划分代码编制规则》，蔡徐村屬於“村庄”。蔡徐村现有人口2,956人（其中农户805户）、社会面积8,500亩（含耕地面积5,365亩），便民服务中心設於永兴小组。蔡徐村有中国共产党党员70人，总支下设行政、三产、鑫丰水稻合作社三个支部。蔡徐村共下轄19个村民小组與西吴庄、前也吴庄、后也吴庄、蔡徐舍、肖家墩、顾家墩、吴家墩、朱家墩、陈家墩、马嘶沟、中心桥共11個自然村。

## 規劃
《近湖街道蔡徐村村庄规划（2021—2035）》由江苏省城镇与乡村规划设计院進行規劃，並在2022年6月20日獲建湖县人民政府批覆同意，後又在由盐城市自然资源和规划局進行的2023年度盐城市优秀国土空间规划评选中獲得二等奖，是7個獲得二等奖的规划之一。

## 五穀樹
蔡徐村內種有一棵俗稱“五穀樹”的雪柳。該五穀樹位於蔡徐村村部办公楼的西南角，高约8米，树根部围径将近1.6米，主干在树根部约1米高处分出3根支干，支干又分出很多枝条，形似一把撑起的绿色大伞。2015年7月下旬，建湖县园林部门延請国家林业局森林公安局野生动植物刑事物证鑒定中心的專家前往蔡徐村對該五穀樹進行树龄鑒定，鑒定中心在同年8月11日出具的鑒定书中推算該五穀樹的樹齡為(135±10)年。